# Bruine granietuil
De bruine granietuil (Crypsedra gemmea) is een nachtvlinder uit de familie van de uilen, de Noctuidae.

## Beschrijving
De voorvleugellengte bedraagt tussen de 16 en 20 millimeter. De grondkleur van de voorvleugel is groenbruin. De vleugel kent een tekening van zwart omrande witte vlekken en dwarslijnen, die variabel is. De franje is geblokt. De achtervleugel is geaderd lichtbruingrijs met langs de witte franje een donkere lijn.

## Waardplanten
De bruine granietuil gebruikt grassen als waardplanten met een voorkeur voor pijpenstrootje. De rups is te vinden van april tot juni. De soort overwintert als ei.

## Voorkomen
De soort komt verspreid over vooral Centraal- en Noord-Europa voor.

### In Nederland en België
De bruine granietuil is in Nederland en België een zeldzame soort. In Nederland is de soort vrijwel alleen bekend van de Veluwe, in België wordt de soort vooral in het zuiden gezien. De vlinder kent één generatie die vliegt van halverwege juli tot in september.